# Metropol-Theater (Hannover)

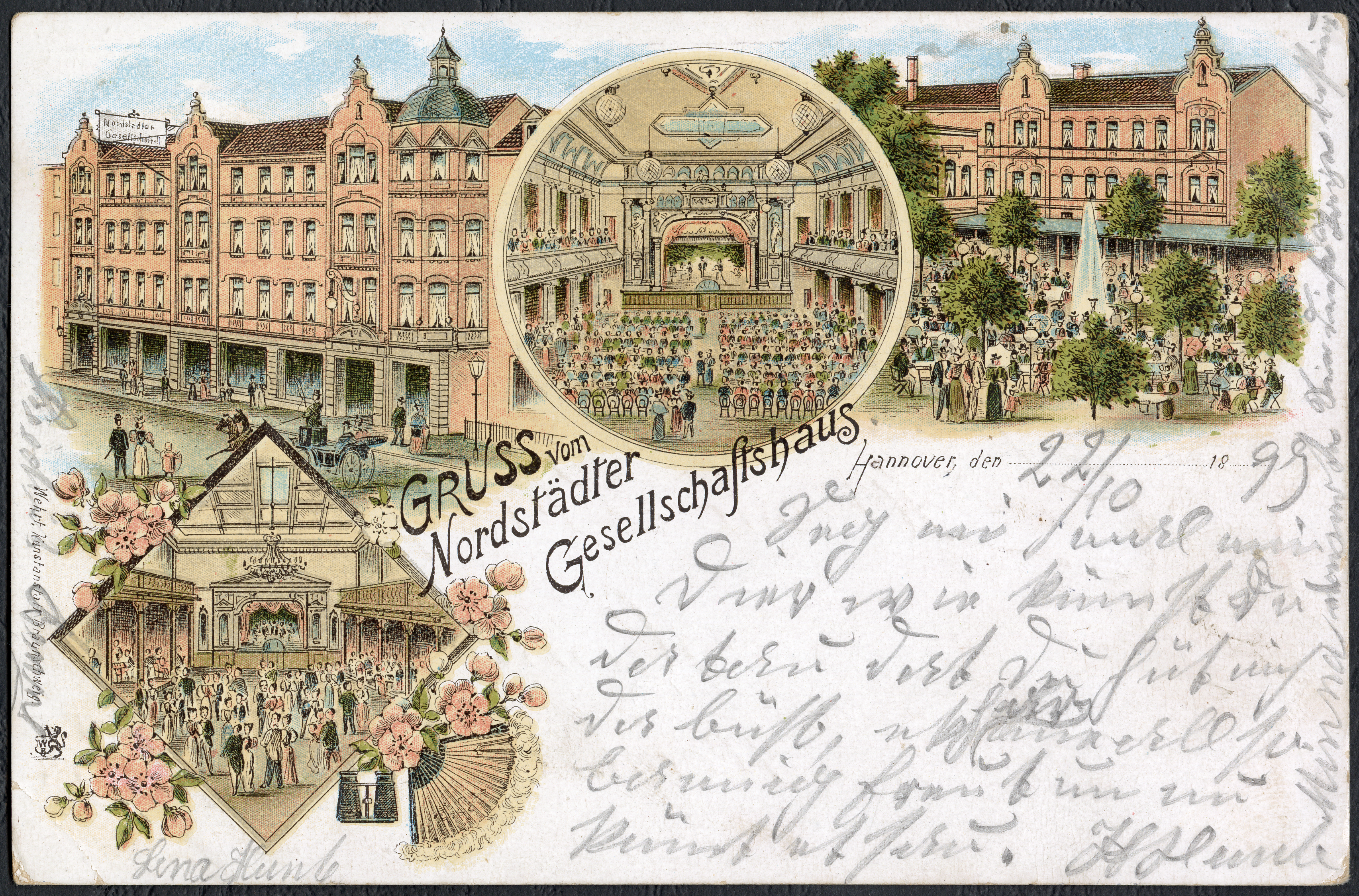
Das Nordstädter Gesellschaftshaus mit den Fassaden der Häuser Oberstraße 7 und 8, einer Gartenansicht und zwei Innenaufnahmen des späteren Metropol-Theaters;
Lithographie, Wehrt Kunstanstalt, Braunschweig, um 1898, hier datiert 1899

Das Metropol-Theater in Hannover zählte zu den bedeutendsten Lichtspielhäusern in der Geschichte der Stadt Hannover. Als Premierenkino UFA Oberstraße mit seinen zeitweilig bis zu 1.400 Sitzplätzen zählte das Ufa-Theater Oberstraße, später auch Metropol-Lichtspiele genannt, zu den größten Beteiligungstheatern der UFA.

## Geschichte

### Nordstädter Gesellschaftshaus

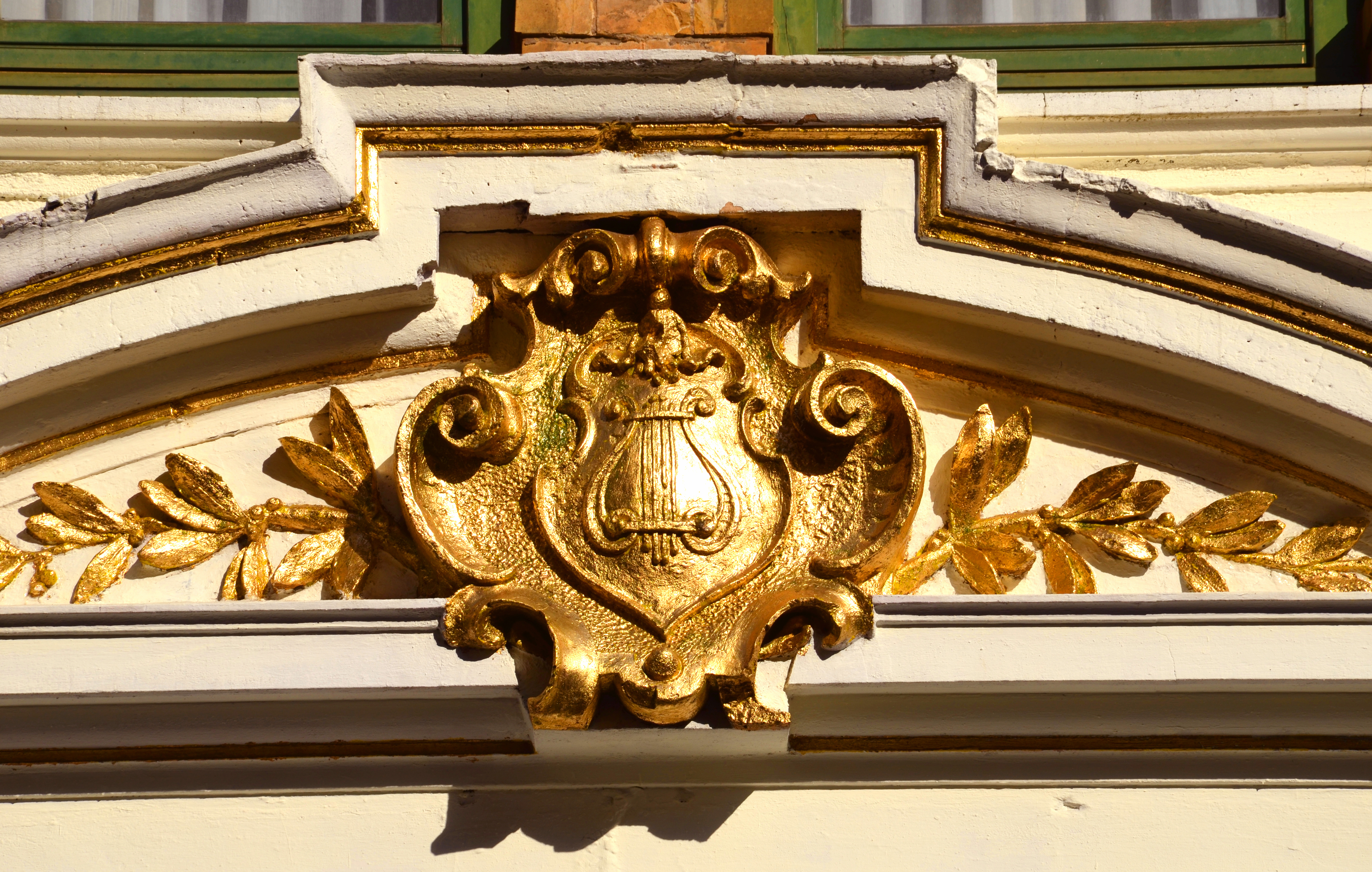
Blattvergoldete Lyra über dem Durchgang zu den Hintergebäuden Oberstraße 8a als Symbol der Dichter und Denker im Nordstädter Gesellschaftshaus

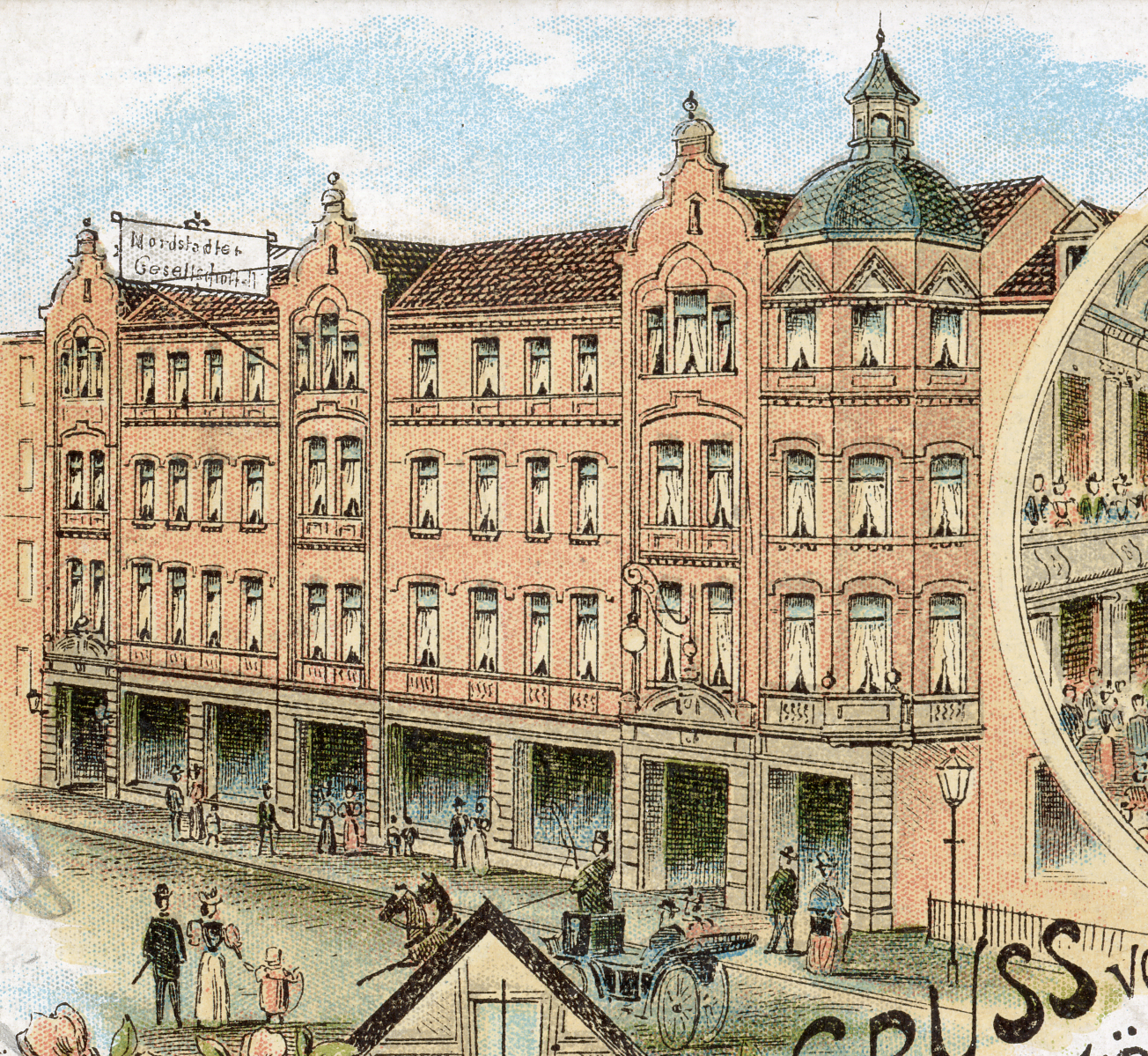
Vorderhäuser Oberstraße 7 und 8 mit Durchgängen zum Nordstädter Gesellschaftshaus und zum Saalbau des späteren Metropol-Theaters; Haus-Nummer 8 (links) ist heute noch erhalten

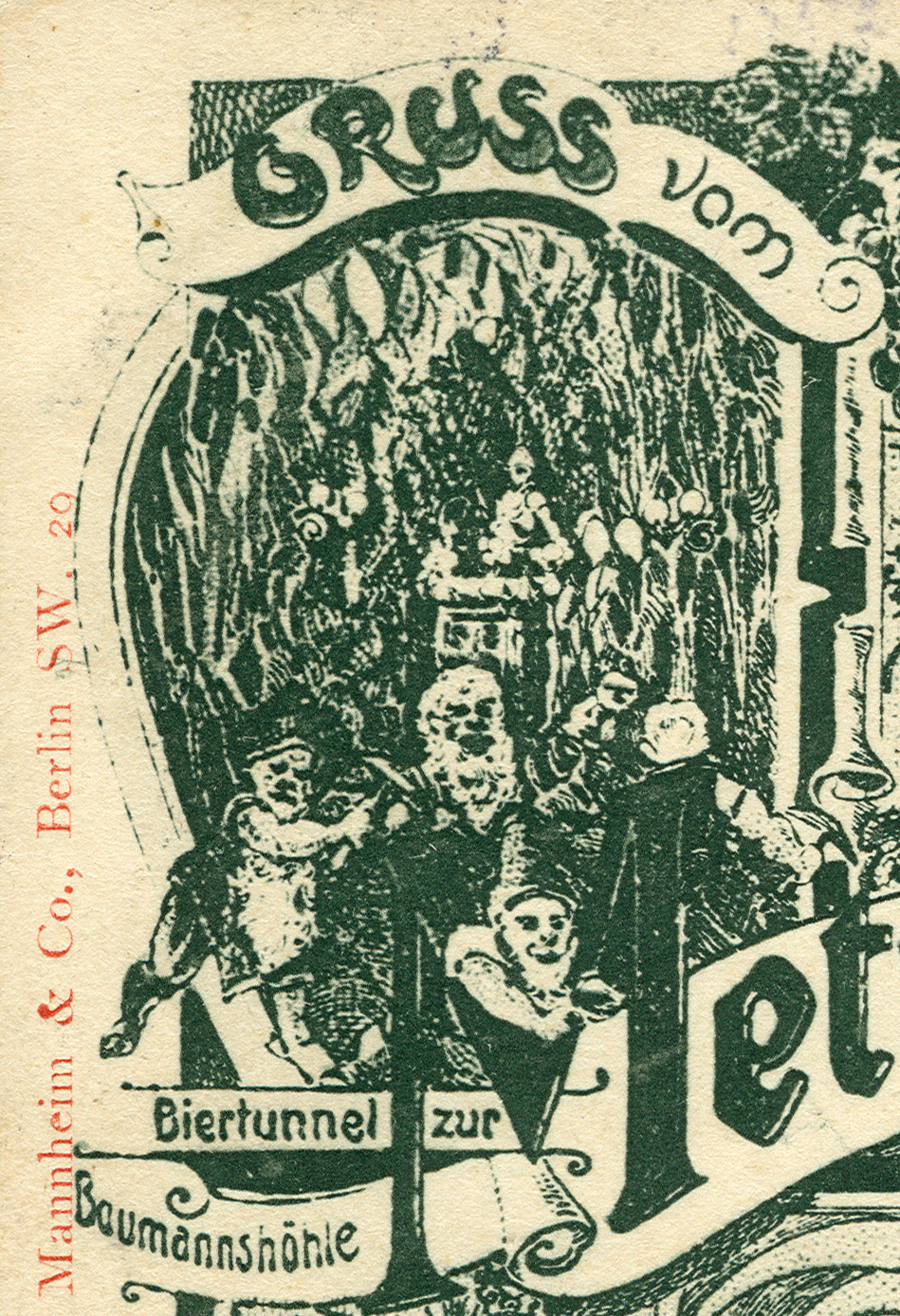
„Biertunnel zur Baumannshöhle“; Illustration mit Zwergen und Bergwerksgeräten in Anlehnung an die im Harz gelegene älteste deutsche Schauhöhle;
Grußkarte (Ausschnitt) zu „Hannover unter Wasser. Zur Erinnerung an die 25. Aufführung“; sogenannte „Künstlerkarte“, Verlag Mannheim & Co., Berlin, um 1903

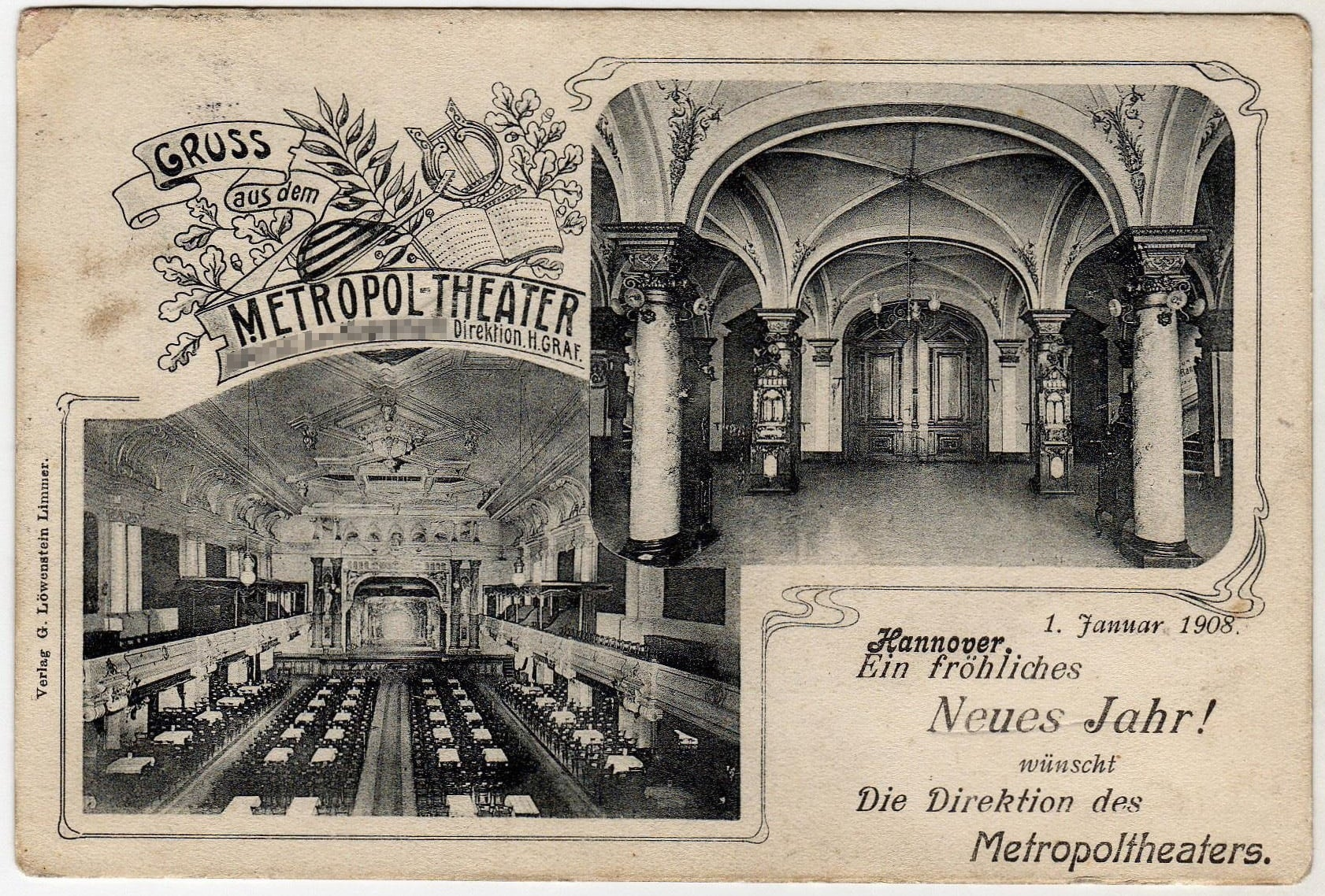
Mehrbild-Grußkarte vom Metropol-Theater zum 1. Januar 1908 unter der Direktion von H. Graf mit 2 Innenansichten des Saalbaus;
Verlag von G. Löwenstein, Limmer

Im ältesten Besiedlungskern der heutigen Nordstadt ging auf dem Gelände der Oberstraße 7 in der späten Gründerzeit des Deutschen Kaiserreichs das Grundstücks-Eigentum durch Eintrag in das Grundbuch an einen anfangs ungenannten Besitzer über: Das Adreßbuch, Stadt- und Geschäftshandbuch der Königlichen Residenzstadt Hannover und der Stadt Linden für 1895 verzeichnete zwar noch kein Vorderhaus Oberstraße 7, doch für das bereits errichtete Hinterhaus Nummer 7a als Mieter den Flaschenbierhändler Ludwig Meier im Parterre sowie den Wäscher Wenger im ersten Stockwerk des Hinterhauses. Allerdings war das Vorderhaus von Nummer 8 bereits erbaut, das am 2. Februar 1894 in das Eigentum von Marie Fischer, geborene Grimme, übergegangen war. Das Adressbuch bezeichnete ihren Beruf im Sprachgebrauch der damaligen Zeit als Restaurator-Ehefrau. Sie bewohnte 1895 das zweite Stockwerk des Hinterhauses Oberstraße 8a.
Rasch entwickelte sich das Nordstädter Gesellschaftshaus zu einem Zentrum der Arbeiterbewegung. „Arbeiterfestlichkeiten“ zu Ehren von des Sozialisten Ferdinand Lassalle waren dort zum 1. September 1895 ebenso vorgesehen wie im Bella Vista, im Odeon, im Ballhof, im Haus Neue Welt oder in Steffens Gesellschaftshaus.
Am 28. Februar 1896 eröffnete im Nordstädter Gesellschaftshaus Deutschlands erste Winterbahn für Radfahrer: Die 100-Meter-Bahn wurde unter der sportlichen Leitung von Carl Steinfeldt, dem Vorsitzenden der Allgemeinen Radfahrer-Union (ARU), eröffnet. Einer der Sieger der verschiedenen und bis zu 50 km langen Eröffnungsrennen war, wie der Hannoversche Anzeiger berichtete, der Radrennfahrer Willy Arend.
Nachdem die Fahrrad-Großhandlung Friedrich C. Wagener bereits 1895 in Bella Vista eine Radfahrschule mit eigens eingerichteter Übungsbahn eingerichtet hatte, eröffnete die Firma 1897 im Nordstädter Gesellschaftshaus – seinerzeit sowohl der größte Saalbau als auch von den Innenabmessungen der größte Saal in der Stadt Hannover – eine Winter-Radfahrschule.
Direkt nach der Gründung der Hannoverschen Burschenschaft Arminia im Jahre 1898 bezog die Verbindung einen Raum im Nordstädter Gesellschaftshaus, der den Burschen in den ersten zwei Jahren als Domizil diente.
Zur gastronomischen Einrichtung des Theaterbetriebs und zum Konsum insbesondere alkoholischer Getränke zählte der der ältesten deutschen Schauhöhle nachempfundene „Biertunnel zur Baumannshöhle“; eine Mehrbild-Ansichtskarte der Jahrhundertwende illustrierte diesen historisierenden Teil des Vergnügungsortes mit Zwergen und deren Bergwerksgerätschaften.
Das Nordstädter Gesellschaftshaus in der Oberstraße 8 zählte laut dem Adressbuch für das Jahr 1899 zu den Vergnügungsorten Hannovers – an erster Stelle das Königliche Schauspielhaus – in der Unterrubrik „Konzert- und andere Säle“, mit Gustav Fischer als Gastwirt. Ein anderes Etablissement in der Oberstraße war seinerzeit noch nicht verzeichnet.
Über die Feierlichkeiten am 1. Mai 1911 berichtete der Hannoversche Courier, dass schon in den Morgenveranstaltungen jeweils 1000 Arbeiter sowohl im Ballhof als auch im Nordstädter Gesellschaftshaus teilgenommen hätten.

### Metropol-Theater

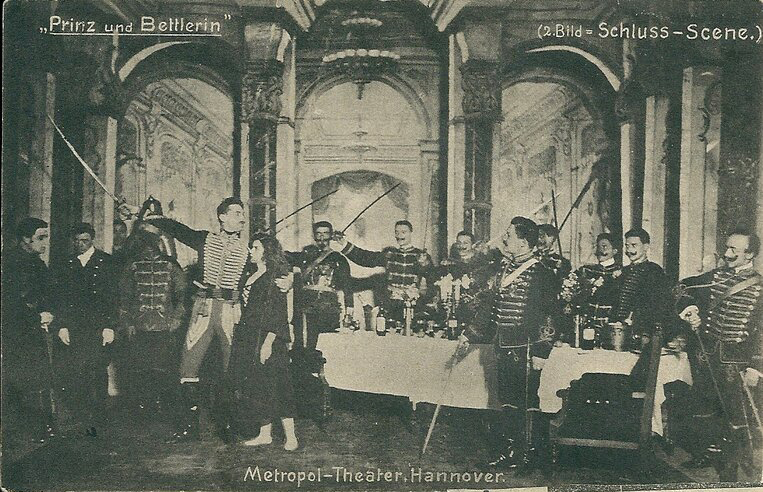
Bühnenbild mit dem Ensemble für das am 4. April 1911 aufgeführte Militärschauspiel Prinz und Bettlerin, im Vordergrund die beiden Hauptdarsteller, im Hintergrund ein Diener und salutierende Soldaten

Zum 6. September 1898 ist ein Eigentümerwechsel für das Grundstück unter der Hausnummer 7 dokumentiert, auf dem das „Metropoltheater“ am 1. Oktober 1899 schließlich eröffnete.
Kurz nach der Einführung der Invaliditätsversicherung für Arbeitnehmer, dem sogenannten „Klebegesetz“, beschäftigte der Direktor des Metropoltheaters anstelle der zur musikalischen Untermalung saisonweise beschäftigten zivilen Musiker „ausschließlich Militärmusiker“, die von der Beitragspflicht befreit waren, so dass das Theaterunternehmen auf diese Weise die Versicherungs-Zuschüsse in Höhe von 50 Prozent umgehen konnte.
Für die Spielzeit vom 30. Juni 1910 bis 15. Juni 1911 konnte das Haus 1500 Personen Platz bieten. Seinerzeitiger Eigentümer war „A. Müller“; die Direktion sowie die Oberregie in der Oberstraße 7a führte Emil Graf. Am 4. April führte das Ensemble das Stück Prinz und Bettlerin auf, ein in einer Szene für eine Ansichtskarte der Zeit fotografisch festgehaltenes Militärschauspiel in acht Aufzügen des britischen Dramatikers Walter Howard in der Übersetzung von Siegfried V. Lutz.

Vereinigte Theater Lichtspiele (VT), „Deutschlands größte und vornehmste Lichtspiele“; Annonce, 1920er Jahre

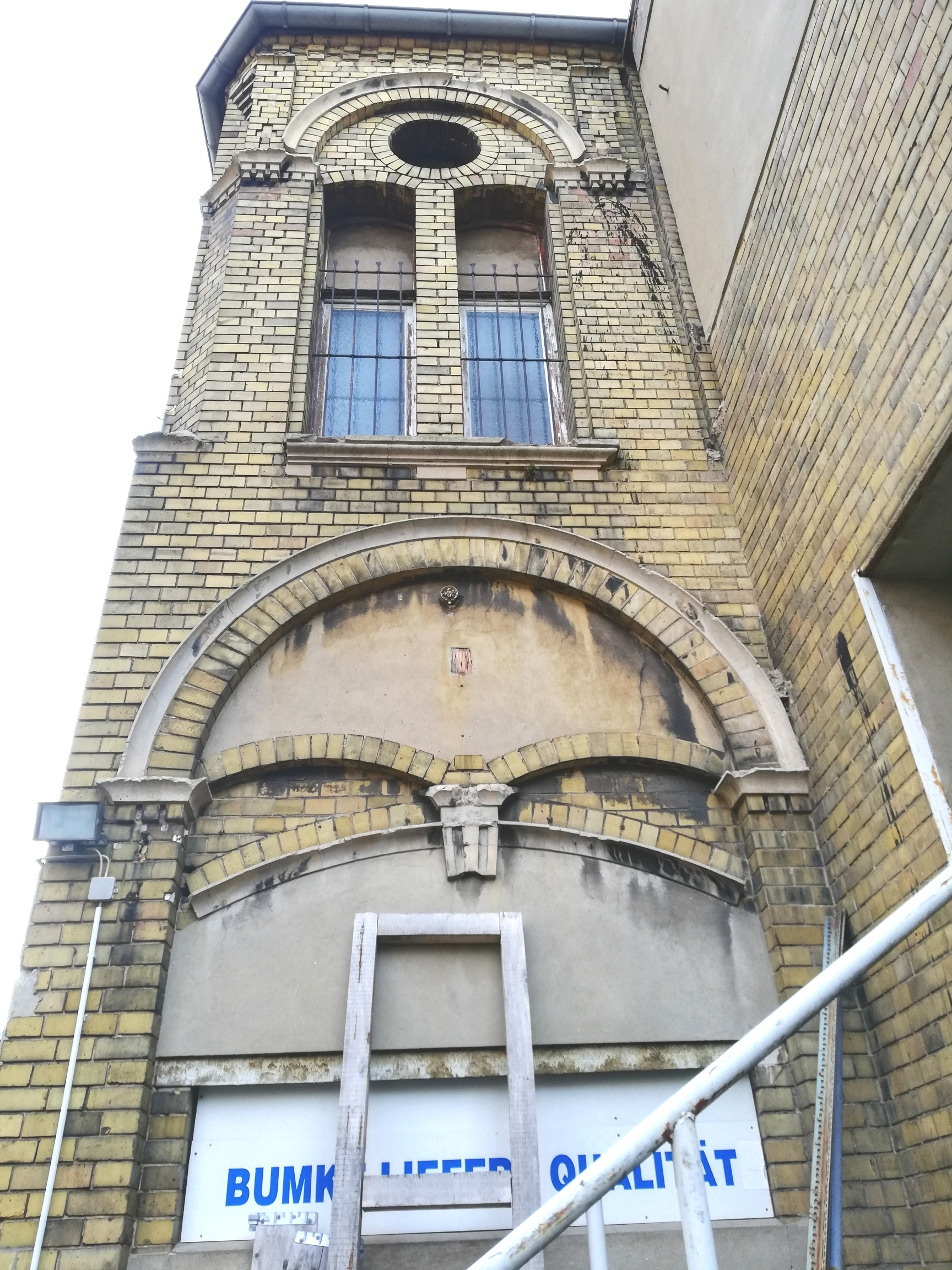
Historische Gebäude-Substanz in gelbem Klinker auf dem Bumke-Gelände

1913 bis 1914 zählte Franz Josef Kircher zum Ensemble, bevor der Schauspieler im Ersten Weltkrieg dienen musste.

### UFA-Filmtheater
Anfang der 1910er Jahre wurde das vormalige Theater – wie auch viele andere großen Bühnenhäuser in Deutschland – in ein Kintopp umgewandelt: 1911 wurde in der Oberstraße 7 eines von zeitweilig vier UFA-Filmtheatern in Hannover gegründet. Betreiber war die Firma Vereinigte Theater Hagen & Sander, Filmtheaterbetriebe, Hannover am Aegidientorplatz 2. Die zum UFA-Konzern gehörende Firma der aus Bremen stammenden Unternehmer Hagen und Sander dirigierte neben dem UFA-Theater Oberstraße 7 bald auch die UFA-Lichtspiele in der Hildesheimer Straße 11, das UFA-Theater „Vahrenwalderstr. 87/87“ und das UFA-Theater Weltspiele in der Georgstraße 12.
Während des Ersten Weltkrieges löste der Brand einer Filmrolle in der Oberstraße 7 zwar eine Panik unter den Zuschauern aus, das Publikum blieb jedoch unverletzt.
Zur Zeit der Weimarer Republik boten die vereinigten Theater in der Oberstraße wie in der „Vahrenwalderstraße“ neben dem Kino auch Varieté und Gastronomie. Die hannoverschen Häuser von Hagen & Sander brachten in diesen Jahren teilweise parallel die gleichen Filme zur Aufführung, so etwa vom 7. bis 13. Februar 1930 in den Ufa-Theatern in der Oberstraße und der Vahrenwalder Straße den vom Reichsausschuss für Sachwerterhaltung herausgegebenen Werbefilm Die schützende Hand.
Im Kino in der Oberstraße gab es jeden Sonntagnachmittag Jugendvorstellungen. Ein Sitzplatz im Parkett kostete 30 Pfennig. Wer zusätzlich 45 Pfennig für eine Filmstar-Postkarte zahlte, durfte auf den Seitenemporen Platz nehmen. Von dort war zwar die Sicht auf die Leinwand schlechter, doch war der erhöhte Sitz zugleich mit einem höheren Prestige verbunden. Für weitere 30 Pfennige konnten auch die Programmheftchen für die Abendvorstellung der „Erwachsenen“ erworben werden. Zwar hatte das mit dem laufenden Film der Nachmittagsvorstellung nichts zu tun, doch hatte der Inhaber damit zugleich das Recht erworben, auf dem begehrten Mittelbalkon Platz zu nehmen.
Nachdem im Zweiten Weltkrieg während der Luftangriffe auf Hannover das Konzerthaus an der Goethebrücke im Jahr 1943 zerstört worden war, spielte das Niedersächsische Symphonie-Orchester das letzte von mehr als 400 „Schlosskonzerten“ im UFA-Kino in der Oberstraße. Die Konzertreihe hatte der Kapellmeister Otto Ebel von Sosen bereits 1932 ins Leben gerufen. Die Übertragung des Konzertes aus der Oberstraße durch den NORAG-Nebensender Hannover blieb bis in die Nachkriegszeit die letzte Rundfunksendung aus Hannover überhaupt. Noch 1943 wurde auch das Metropol von Fliegerbomben getroffen.

### Metropol-Lichtspiele

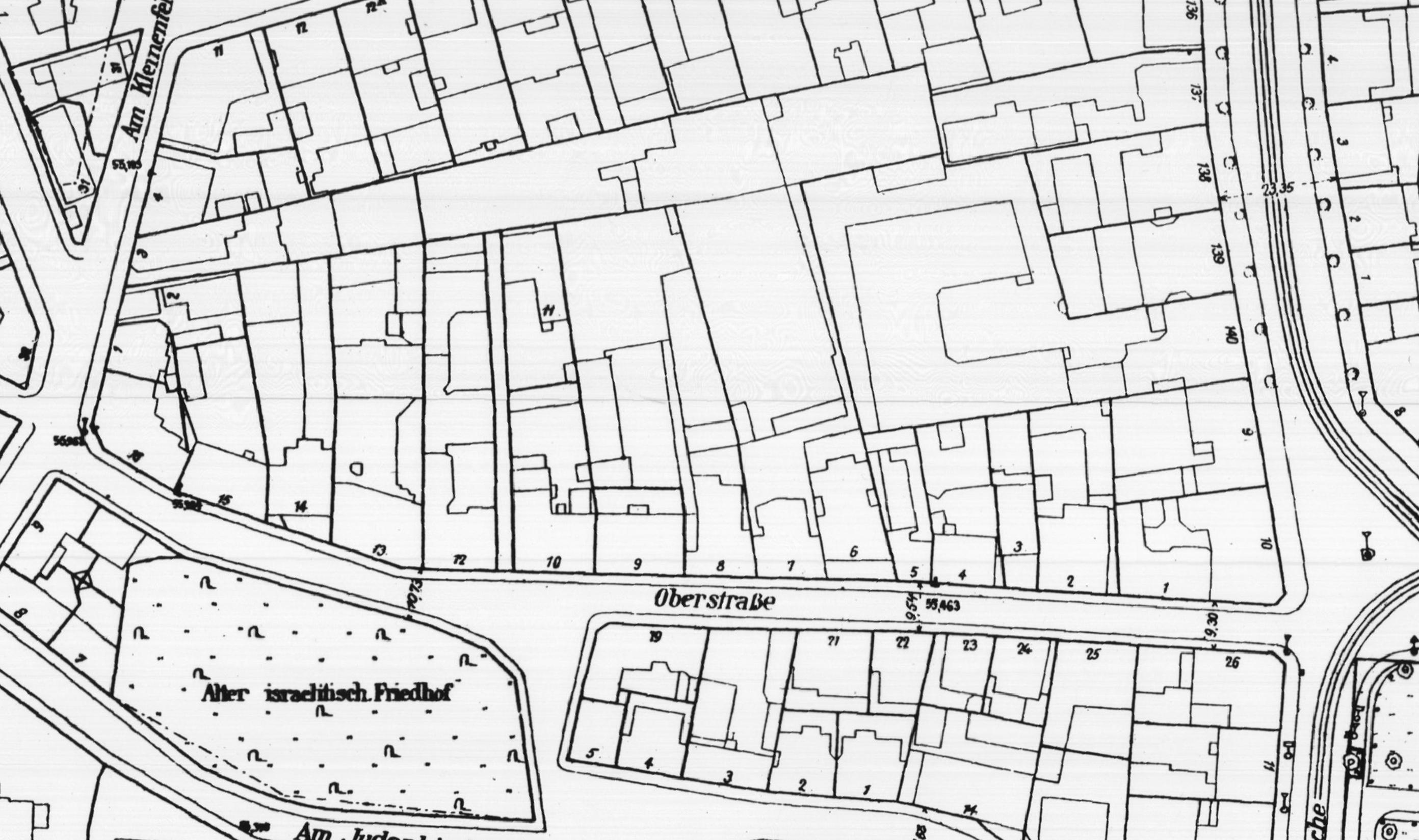
Stadtplan Hannover (Ausschnitt) mit der Oberstraße und dem späteren Bumke-Gelände von 1938

In der Nachkriegszeit ließ der zuvor als Unterhalter des SS-Personals Konzentrationslagers Bergen-Belsen tätige Filmkaufmann Georg Hugo Will, der Schwager der Filmschauspielerin Marlene Dietrich, Anfang der 1950er Jahre das Kino am Engelbosteler Damm in der Nordstadt von Hannover sanieren und übernahm ab 1951 die Leitung der Metropol-Lichtspiele. Nach anderen Angaben soll die Metropol-Lichtspieltheater G.m.b.H. die Räumlichkeiten zur Filmvorführung am Engelbosteler Damm 5 „wieder“ aufgebaut haben, nun mit 550 Plätzen vor einer acht Meter breiten Leinwand, während der Saal mit einer Stereo-Tonanlage mit Klangfilmverstärker ausgerüstet wurde.

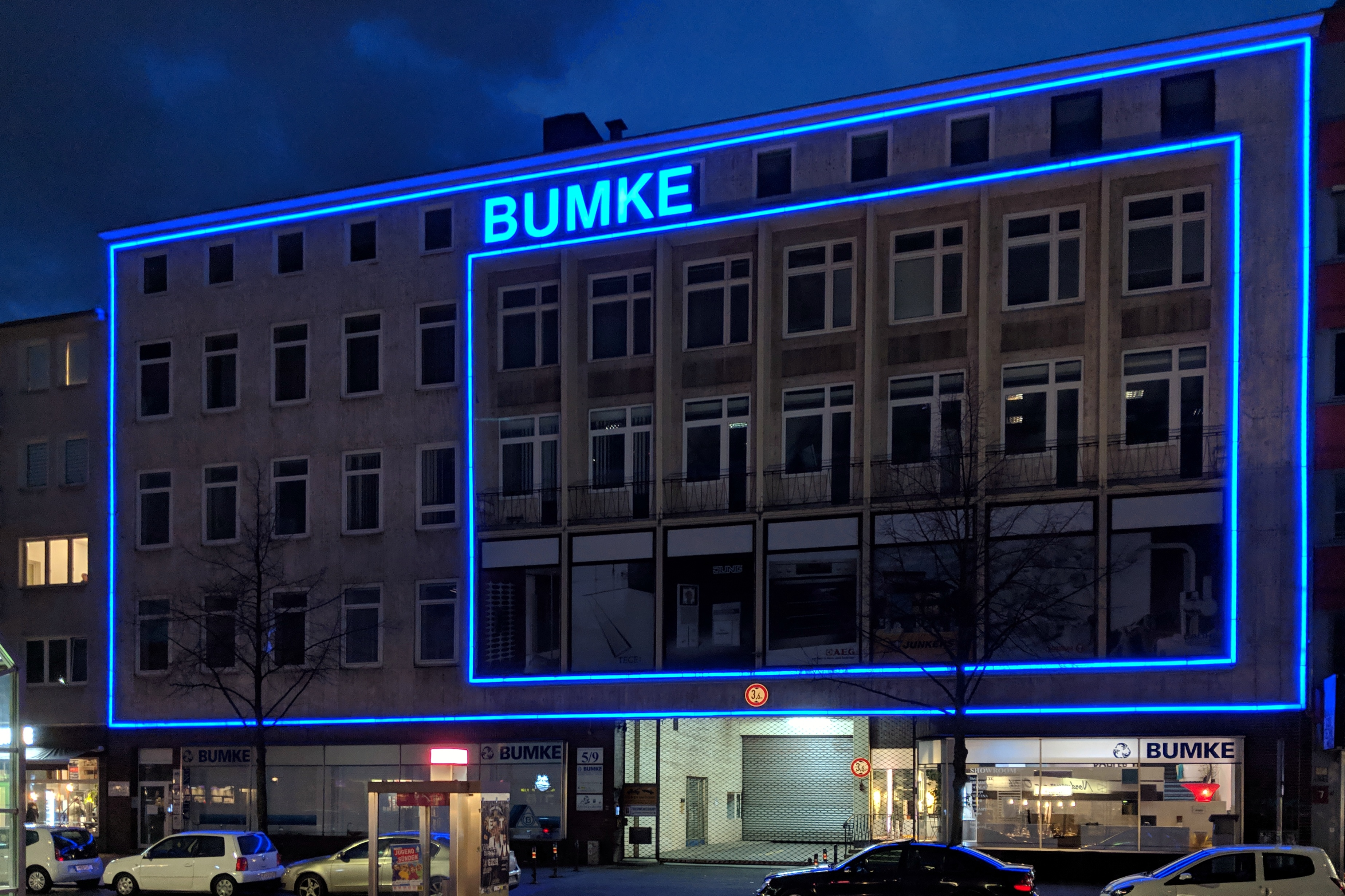
Abends mit blauen Neonröhren beleuchtete Fassade der Firma Bumke am Engelbosteler Damm 5;
Aufnahme Anfang Februar 2019

### Bumke-Lager
Im Juni 1959 gelang der Elektro- und Sanitärgroßhandlung Hermann Albert Bumke unter ihrem Inhaber Eduard Bergmann der Kauf der an das Firmengelände am Engelbosteler Damm angrenzenden Immobilie Oberstraße 7. Im selben Jahr begann Georg Hugo Will sein Engagement im Kurbetrieb in Bad Münder. Bumke aber richtete auf dem hinzuerworbenen 3300 m² großen Grundstück an der Oberstraße 7 in der Folge ein Büro- und ein Lagergebäude ein.

### Kauf durch Theo Gerlach
Nach dem Tod der nachfolgenden Inhaberin Inge Bergmann wurden die Immobilien inklusive des rund 8.200 m² großen Gewerbeareals der Firma Bumke, die den Standort Nordstadt aufgeben will, bereits Ende 2017 an das Theo Gerlach Wohnungsbau-Unternehmen verkauft, das auf dem Gelände ein neues Wohnquartier entwickeln will. Nachdem die Landeshauptstadt Hannover eine Änderung des Bebauungsplanes eingeleitet hatte, kündigte der Investor Gerlach Anfang Februar 2019 eine öffentliche Diskussions-Veranstaltung unter Bürgerbeteiligung an, um gemeinsam Ideen für die Projektentwicklung zu finden. Bei einem ersten Treffen im Nordstädter Stadtteilzentrum Bürgerschule war der Andrang jedoch so groß, dass die Veranstaltung abgesagt werden musste, um zunächst einen größeren Versammlungsraum für die angekündigte Diskussion zu finden.